# Tulburare de gândire
O tulburare a gândirii (TD) este orice tulburare a cunoașterii care afectează în mod negativ limbajul și conținutul gândirii, prin urmare comunicarea. S-a afirmat că o varietate de tulburări de gândire sunt caracteristice persoanelor cu schizofrenie. O tulburare de conținut a gândirii este caracterizată de obicei prin experimentarea mai multor porțiuni de delir. Termenul de tulburare de gândire este adesea folosit pentru a se referi la o tulburare de gândire formală.
O tulburare de gândire formală (FTD) este o perturbare a formei sau structurii gândirii. Tulburarea formală a gândirii, cunoscută și sub numele de gândire dezorganizată, are ca rezultat vorbirea dezorganizată și este recunoscută ca o caracteristică majoră a schizofreniei și a altor psihoze. FTD este, de asemenea, asociat cu afecțiuni, inclusiv tulburări de dispoziție, demență, manie și boli neurologice.
Tipurile de tulburări de gândire includ deraierea, vorbirea presată, sărăcia de vorbire, tangențialitatea, repetarea lucrurilor și blocarea gândurilor.
Tulburarea formală a gândirii este mai degrabă o tulburare a formei gândirii decât a conținutului gândirii care acoperă halucinațiile și iluziile. FTD, spre deosebire de halucinații și iluzii, este un semn obiectiv observabil al psihozei. FTD este un simptom comun și esențial al unei tulburări psihotice și poate fi văzut ca un simptom al severității sale și, de asemenea, ca un predictor al prognosticului. Acesta reflectă un grup de tulburări cognitive, lingvistice și afective, care a generat interes de cercetare din domeniile neuroștiinței cognitive, neurolingvistică și psihiatrie.
Eugen Bleuler, care a denumit schizofrenia, a susținut că tulburarea gândirii este caracteristica sa definitorie. Cu toate acestea, tulburările de gândire și vorbire, cum ar fi zgomotul sau ecolalia, pot fi prezente în sindromul Tourette sau în alte simptome întâlnite în delir. Există o diferență clinică între aceste două grupuri. Cei cu psihoze sunt mai puțin susceptibili de a arăta o conștientizare sau îngrijorare cu privire la gândirea dezordonată, în timp ce cei cu alte tulburări manifestă conștientizare și îngrijorare cu privire la faptul că nu pot gândi corect.

## Tulburare de conținut al gândirii
Tulburarea conținutului gândirii este o tulburare a gândirii în care o persoană se confruntă cu iluzii multiple, fragmentate, de obicei o caracteristică a schizofreniei și a altor tulburări mentale, inclusiv tulburarea obsesiv-compulsivă și mania.. Tulburarea conținutului-gând nu se limitează la iluzii, alte posibile anomalii includ preocuparea (centrarea gândirii către o anumită idee în asociere cu o afectare puternică), obsesia (un gând, o idee sau o imagine persistentă care este intruzivă sau inadecvată și care este tulburătoare sau supărătoare), constrângere (nevoia de a efectua un act în mod persistent și repetitiv - fără ca acesta să conducă neapărat la o recompensă sau plăcere efectivă - pentru a reduce suferința), gândirea magică (credința că gândurile cuiva pot produce efecte în lume sau că gândirea ceva corespunde cu a face același lucru), idei supraevaluate (credință falsă / exagerată care este ținută cu convingere, dar nu cu intensitate delirantă), idei de referință (credință că evenimentele inofensive sau coincidente experimentate au o semnificație personală puternică) sau influență (credința că oamenii sau agenții externi exercită în mod ascuns puteri asupra sinelui), idei persecutorii, fobii (temeri iraționale de obiecte sau circumstanțe), idei de sinucidere, idei violente și idei de omucidere.
Nucleele perturbării conținutului gândirii sunt convingeri și convingeri anormale, după ce se iau în considerare cultura și mediul social al persoanei, și variază de la idei supraevaluate la iluzii fixe. De obicei, convingerile și iluziile anormale sunt diagnostice nespecifice, chiar dacă unele iluzii sunt mai răspândite într-o tulburare decât în alta. De asemenea, gândul normal sau neurotipic - format din conștientizare, preocupări, credințe, preocupări, dorințe, fantezii, imaginație și concepte - poate fi ilogic și poate conține credințe și prejudecăți/părtiniri care sunt evident contradictorii. Persoanele au, de asemenea, variații considerabile, iar gândirea aceleiași persoane se poate schimba considerabil din când în când.
În psihoză, iluziile sunt cele mai frecvente anomalii ale conținutului de gândire. O iluzie este o credință fermă și fixă bazată pe motive inadecvate care nu pot fi argumentate rațional sau dovezi contrare și nu sunt sincronizate cu mediul social, cultural și educațional. Exemple obișnuite în examinarea stării mentale includ: erotomania (credința că cineva este îndrăgostit de sine), grandiozitatea (credința că una este cea mai mare, cea mai puternică, cea mai rapidă, cea mai bogată și/sau cea mai inteligentă persoană vreodată), persecuția (credința că persoana respectivă, sau cineva căruia îi este apropiată persoana, este tratat în mod malefic într-un fel), referința (credința că observațiile nesemnificative, evenimentele sau obiectele din mediul înconjurător au sens sau semnificație personală), transmiterea gândurilor (credința că alții pot auzi sau sunt conștient de gândurile cuiva), inserarea gândului (convingerea că gândurile nu sunt ale lui, ci mai degrabă aparțin altcuiva și au fost inserate în mintea cuiva),, retragerea gândului (credința că gândurile au fost „scoase” din mintea cuiva și cineva nu are nicio putere asupra acestui lucru), controlul exterior (credința că forțele exterioare controlează gândurile, sentimentele și acțiunile), infidelitatea (credința că un partener se înșală pe sine), boala închipuită (credința că cineva are o boală sau condiție medicală) și nihilistă (credința că mintea, corpul, lumea în general sau părți ale acesteia nu mai există). Iluziile sunt frecvente la persoanele cu manie, depresie, tulburări schizoafective, delir, demență, tulburări de consum de substanțe, schizofrenie și tulburări delirante.

## Tulburare de gândire formală
Tulburarea de gândire formală (FTD), sau pur și simplu tulburarea de gândire, este cunoscută și sub numele de vorbire dezorganizată - evidentă din gândirea dezorganizată și este una dintre trăsăturile distinctive ale schizofreniei. Tulburarea formală a gândirii este mai degrabă o tulburare a formei gândirii decât a conținutului gândirii, care acoperă halucinațiile și iluziile. FTD, spre deosebire de halucinații și iluzii, este un semn obiectiv observabil al psihozei. FTD este un simptom comun și esențial al unei tulburări psihotice și poate fi văzut ca un simptom al severității sale și, de asemenea, ca un predictor al prognosticului. Acesta reflectă un grup de tulburări cognitive, lingvistice și afective, care a generat interes de cercetare din domeniile neuroștiinței cognitive, neurolingvistică și psihiatrie.
FTD este un sindrom complex, multidimensional, caracterizat prin deficiențe în organizarea logică a gândirii necesare pentru atingerea obiectivelor. FTD poate fi împărțit în grupuri de simptome pozitive și negative, precum și simptome obiective versus subiective. În cadrul simptomelor pozitive și negative, acestea au fost grupate în tulburare de gândire formală pozitivă (posFTD) și tulburare de gândire formală negativă (negFTD). Subtipurile pozitive au fost cele de presiune a vorbirii, tangențialitate, deraiere, incoerență și lipsă de logică. Subtipurile negative au fost cele de sărăcie de vorbire și sărăcie de conținut. Cele două grupuri au fost propuse să fie la fiecare capăt al unui spectru de vorbire normală. Cu toate acestea, studii ulterioare au arătat că acestea sunt slab corelate. O măsură cuprinzătoare a tulburării formale a gândirii este scala gândirii și tulburării limbajului (TALD).
Nancy Andreasen a preferat să numească tulburările gândirii în mod colectiv ca tulburări de comunicare gândire-limbaj (tulburări TLC).   În cadrul Gândirii, Limbajului, Comunicării (TLC), au fost descrise până la șapte domenii ale FTD, majoritatea varianței fiind reprezentată doar de două sau trei domenii. Unele tulburări TLC sunt mai sugestive pentru o tulburare severă și au prioritate prin enumerarea lor în primii 11 termeni.
S-a propus că tulburarea formală a gândirii se referă la neurocogniție prin memoria semantică. Deficiența rețelei semantice la persoanele cu schizofrenie - măsurată prin diferența dintre fluența (numărul de nume de animale produse în 60 de secunde) și fluența fonologică (numărul de cuvinte care încep cu "F" produse în 60 de secunde) - prezice severitatea tulburării de gândire formală, sugerând că informațiile verbale (prin amorsare semantică ) nu sunt disponibile. Alte ipoteze includ deficitul de memorie de lucru (confuzia cu ceea ce sa spus deja într-o conversație) și concentrarea atenției.

## Semne și simptome
În populația generală, vor exista întotdeauna anomalii în limbaj și, prin urmare, prezența sau absența lor nu reprezintă un diagnostic al niciunei afecțiuni. Anomaliile de limbaj pot apărea în schizofrenie și alte tulburări, cum ar fi mania sau depresia, și pot apărea și la oricine poate fi pur și simplu obosit sau stresat. To distinguish thought disorder, patterns of speech, severity of symptoms, their frequency, and resulting functional impairment can be considered. Pentru a distinge tulburarea gândirii, pot fi luate în considerare modele de vorbire, severitatea simptomelor, frecvența acestora și afectarea funcțională rezultată. Simptomele tulburării de gândire includ deraierea, vorbirea presată, sărăcia de vorbire, tangențialitatea și blocarea gândurilor. FTD este o caracteristică distinctivă a schizofreniei, dar este, de asemenea, asociată cu alte afecțiuni, inclusiv tulburări de dispoziție, demență, manie și boli neurologice. Atenția afectată, memoria slabă și dificultatea de a formula concepte abstracte pot reflecta, de asemenea, tulburarea gândirii și pot fi observate sau evaluate cu teste de stare mentală, cum ar fi șapte în serie sau teste de memorie.

### Tipuri
Există multe tipuri de tulburări de gândire. Acestea sunt, de asemenea, denumite simptome ale tulburării formale de gândire, dintre care 30 sunt descrise, inclusiv:
- Alogia (și sărăcia de vorbire) - O sărăcie de vorbire, fie în cantitate, fie în conținut. Sub clasificarea simptomelor negative / pozitive ale schizofreniei, aceasta este clasificată ca simptom negativ.[35] Atunci când clasificăm simptomele în mai multe dimensiuni, sărăcia conținutului vorbirii - lipsa conținutului semnificativ cu o cantitate normală de vorbire - este un simptom de dezorganizare, în timp ce sărăcia vorbirii - pierderea producției vorbirii - este un simptom negativ. În SANS , blocarea gândirii este considerată o parte a alogiei, la fel și latența crescută la răspuns.[36]
- Blocarea sau blocarea gândirii, numită și privarea de gândire sau gândirea obstructivă - O oprire bruscă în mijlocul unui tren de gândire care poate sau nu poate fi continuat.[37]
- Discurs circumstanțial (și gândire circumstanțială)[38] - Incapacitatea de a răspunde la o întrebare fără a oferi detalii excesive, inutile.[39] Acest lucru diferă de gândirea tangențială, prin aceea că persoana revine în cele din urmă la punctul inițial. De exemplu, pacientul răspunde la întrebarea „cum dormiți în ultima vreme?” cu „Oh, mă culc devreme, ca să mă pot odihni din plin. Îmi place să ascult muzică sau să citesc înainte de culcare. Chiar acum citesc un roman detectiv bun. Poate că voi scrie un roman detectiv cândva. Dar nu ajută, vreau să spun citind. Am dormit doar 2 sau 3 ore noaptea."[40]
- Clanging - O formă severă de zbor de idei prin care ideile sunt legate doar de sunete similare sau rimate, mai degrabă decât de sensul real.[41][42] Acest lucru poate fi auzit ca rimare excesivă și/sau aliterare. De ex. "Multe ciuperci mucegăite se îmbină din noroiul de mucegai luni". "Am auzit clopotul. Ei bine, drace, apoi am căzut." Este cel mai frecvent observat în tulburarea bipolară (faza maniacală), deși este adesea observată la pacienții cu psihoze primare, și anume schizofrenia și tulburarea schizoafectivă.
- Deraierea (de asemenea, asocierea liberă și gândirea la mișcarea cavalerului sau calului din șah)[38] - Gândul se deplasează frecvent de la o idee la alta, care este oblic legată sau fără legătură, care apare adesea în vorbire, dar și în scris,[43] de exemplu, „A doua zi când aș ieși afară, știi, Am preluat controlul, ca uh, mi-am pus înălbitor pe păr în California."[44]
- Vorbire distrasă - În timpul vorbirii la mijloc, subiectul este schimbat ca răspuns la un stimul din apropiere. De ex. „Apoi am plecat din San Francisco și m-am mutat în ... De unde ai luat cravata aia?”
- Ecolalia[45] – Echoing of another's speech[41] - Ecoul discursului altuia care poate fi comis doar o singură dată sau poate fi continuu în repetare. Aceasta poate implica repetarea doar a ultimelor cuvinte sau a ultimului cuvânt din propozițiile examinatorului. Acesta poate fi un simptom al sindromului Tourette, de exemplu „Ce ți-ar plăcea la cină?”, „Aceasta este o întrebare bună. Aceasta este o întrebare bună . Aceasta este o întrebare bună . Aceasta este o întrebare bună ”.
- Evadarea - următoarea idee logică dintr-o secvență este înlocuită cu o altă idee îndeaproape, dar nu corect sau corect legată de aceasta. De asemenea, numit paralogia și logica pervertită.[46][47] Exemplu: „Eu ... er ah ... ești uh ... cred că ai ... uh-- erm acceptabil ... uh ... păr."
- Zborul ideilor[38] - o formă de tulburare de gândire formală marcată de salturi bruște de la un subiect la altul, posibil cu legături discernabile între ideile succesive, poate guvernate de similitudini între subiecte sau, în grade ceva mai ridicate, de rimare, jocuri de cuvinte și jocuri de cuvinte, sau prin stimuli de mediu inofensivi - de exemplu, sunetul păsărilor ciripind. Este cel mai caracteristic fazei maniacale a bolii bipolare.[41]
- Lipsa de logică[48] - Se ajunge la concluzii care nu urmează logic (non-sequiturs sau inferențe invalide). De ex. „Crezi că se va potrivi în cutie?” atrage un răspuns de genul "Ei bine duh; este maro, nu-i așa?"
- Incoerența (salata de cuvinte)[38] - Vorbire care este de neînțeles pentru că, deși cuvintele individuale sunt cuvinte reale, modul în care sunt strânse împreună are ca rezultat o exprimare incoerentă, de exemplu întrebarea „De ce oamenii se pieptănă?” obține un răspuns de genul "Pentru că face o răsucire în viață, cutia mea este ruptă, ajută-mă pe elefantul albastru. Salata nu este curajoasă? Îmi plac electronii, salut, te rog!"
- Neologisme[38] - formează cuvinte sau fraze complet noi ale căror origini și semnificații sunt de obicei de nerecunoscut. Exemplul este „m-am enervat atât de tare încât am luat un vas și l-am aruncat la geshinker”.[49] Acestea pot implica, de asemenea, eliziuni de două cuvinte care sunt similare ca semnificație sau ca sunet.[necesită citare][50]  Deși neologismele se pot referi uneori la cuvinte care sunt formate incorect, dar ale căror origini sunt ușor de înțeles (de exemplu „pantof pentru cap” pentru pălărie), acestea pot fi denumite mai clar ca aproximări de cuvinte.[51] Includerea excesivă este eșecul de a elimina detaliile ineficiente, inadecvate, irelevante, străine asociate cu un anumit stimul.
- Superincluderea[45] este lipsa de a elimina detalii adiționale, necorespunzătoare, irelevante și care nu contribuie la comunicare, asociate cu un anumite stimul.[20][52]
- Perseverența[45]  - repetarea persistentă a cuvintelor sau ideilor chiar și atunci când o altă persoană încearcă să schimbe subiectul.[41] De ex. "Este minunat să fii aici în Nevada, Nevada, Nevada, Nevada, Nevada." Aceasta poate implica, de asemenea, în mod repetat, același răspuns la diferite întrebări. De ex. "Numele tău este Mary?" "Da." - Ești în spital? "Da." - Ești o masă? "Da." Perseverența poate include palilalia și logoclonia și poate fi o indicație a bolilor organice ale creierului, cum ar fi Parkinson.
- Parafazie fonemică  - Pronunțare greșită; silabe ieșite din secvență. De ex. "M-am strecurat pe păduchi și mi-am rupt brațul."
- Discurs presat[53] - Discurs rapid fără pauze, greu de întrerupt.
- Autoreferință - Pacientul se referă în mod repetat și necorespunzător la sine. De ex. "Care este ora?", "Este ora 7. Aceasta este problema mea."
- Parafazie semantică - Înlocuirea cuvântului necorespunzător. De ex. „M-am strecurat pe palton, vreau să spun pe gheață și mi-am rupt cartea”.
- Vorbire împiedicată[54] - Frazele pot fi împiedicate sau vagi. Vorbire caracterizată prin utilizarea cuvintelor sau expresiilor înflorite, excesive și pompoase,[41] de exemplu „Avocatul s-a comportat în mod indecoros”.
- Vorbire tangențială - Rătăcind de la subiect și nerevenind niciodată la el sau neoferind informațiile solicitate.[41][55] De exemplu, ca răspuns la întrebarea „De unde ești?”, Persoana răspunde „Câinele meu este din Anglia. Au pește și chipsuri bune acolo. Peștii respiră prin branhii”.
- Verbigerare[56] - repetarea fără sens și stereotipă a cuvintelor sau a frazelor care înlocuiesc vorbirea ușor de înțeles, așa cum se vede în schizofrenie.[56][57]

## Utilizarea termenului
Unele glosare psihiatrice / psihologice recente (2015, 2017) au definit tulburarea gândirii ca fiind tulburarea gândirii sau a cunoașterii care afectează comunicarea, limbajul sau conținutul gândirii, inclusiv sărăcia de idei, neologismele, paralogia, salata de cuvinte și iluziile - care sunt tulburarea ambelor conținuturi de gândire și formă de gândire - și a sugerat termenii mai specifici ai tulburării de gândire a conținutului și tulburării de gândire formale, cu tulburarea de gândire a conținutului definită ca o tulburare a gândirii caracterizată prin multiple iluzii fragmentate și tulburarea de gândire formală definită ca tulburare în forma sau structura gândirii.
De exemplu, DSM-5 (2013) a folosit doar cuvântul tulburare de gândire formală, mai ales ca sinonim al gândirii dezorganizate și al vorbirii dezorganizate. Acest lucru este în contrast cu ICD-10 (1992) care a folosit doar cuvântul „tulburare de gândire”, însoțit întotdeauna de „iluzie” și „halucinație” separat, și un dicționar medical general (2002) care, deși în general a definit tulburările de gândire în mod similar cu glosare psihiatrice, dar a folosit cuvântul și în alte intrări, așa cum a făcut ICD-10.
Un text psihiatric recent (2017) a menționat, de asemenea, atunci când descrie tulburarea de gândire ca un „sindrom de dezorganizare” în contextul schizofreniei:
„Tulburarea gândirii” se referă aici la dezorganizarea formei gândirii și nu a conținutului. O utilizare mai veche a termenului „tulburare de gândire” a inclus fenomenele de iluzii și, uneori, de halucinații, dar acest lucru este confuz și ignoră diferențele clare în relațiile dintre simptomele care au devenit evidente în ultimii 30 de ani. Iluziile și halucinațiile ar trebui identificate ca simptome psihotice, iar tulburarea gândirii ar trebui considerată tulburări formale ale gândirii sau o tulburare a cunoașterii verbale.”—Fenomenologia schizofreniei (2017), SIMPTOMELE SCHIZOFRENIEI
Același text a menționat, de asemenea, că unii clinicieni folosesc termenul „tulburare formală a gândirii” referindu-se în general la anomalii în forma gândirii plus orice semn sau simptom cognitiv psihotic și că diverse studii care examinează cogniția și sindromurile asociate în schizofrenie pot face referire la tulburarea formală a gândirii drept „conceptuală”, "dezorganizare" sau "factor de dezorganizare".
Totuși, pot exista și alte opinii contrare, inclusiv:
„Din păcate, „tulburarea gândirii” este adesea implicată destul de vag pentru a se referi atât la tulburarea formală a gândirii, cât și la conținutul delirant. Din motive de claritate, utilizarea necalificată a sintagmei „tulburare de gândire” ar trebui eliminată din comunicarea psihiatrică. Chiar și denumirea „tulburare de gândire formală” acoperă un teritoriu prea larg. Ar trebui întotdeauna clar dacă cineva se referă la deraiere sau la asocieri libere, la zborul ideilor sau circumstanțialitate.”—Examinarea stării mentale, baza medicală a psihiatriei (2016) 

## Curs, diagnostic și prognostic
S-a crezut că tulburarea de gândire a apărut numai în schizofrenie, dar descoperirile ulterioare indică faptul că poate apărea în alte afecțiuni psihiatrice, inclusiv mania, și apare chiar și la persoanele fără boli mintale. De asemenea, persoanele cu schizofrenie nu prezintă toate tulburări de gândire, deci faptul că nu au tulburări de gândire nu înseamnă că persoana nu are schizofrenie, adică starea nu este foarte specifică bolii.
Atunci când a adoptat definiții specifice subtipurilor tulburărilor de gândire și le-a clasificat ca simptome pozitive și negative, Nancy Andreasen a constatat  că diferite subtipuri de tulburări de gândire apar la frecvențe diferite, printre cei cu manie, depresie și schizofrenie. Persoanele cu manie au vorbirea apăsată ca fiind cel mai proeminent simptom, dar au și rate relativ ridicate de deraiere, tangențialitate și incoerență, care sunt la fel de proeminente ca la cei cu schizofrenie. Este mai probabil să aibă presiune în vorbire, distragere și circumstanțialitate.
Persoanele cu schizofrenie au o tulburare de gândire mai negativă, inclusiv sărăcia vorbirii și sărăcia conținutului vorbirii, dar au și rate relativ ridicate ale anumitor tulburări de gândire pozitive. Deraierea, pierderea obiectivului, sărăcia conținutului vorbirii, tangențialitatea și lipsa de logică sunt deosebit de caracteristice schizofreniei.
Persoanele cu depresie au tulburări de gândire relativ mai puține; cele mai proeminente sunt sărăcia vorbirii, sărăcia conținutului vorbirii și circumstanțialitatea. Ea a găsit utilitatea diagnosticului de a împărți simptomele în subtipuri, cum ar fi tulburările negative ale gândirii, fără simptome afective complete, sugerează foarte mult schizofrenia.

De asemenea, ea a descoperit valori de prognostic ale diviziunilor simptomelor negative/pozitive. La pacienții maniacali, majoritatea tulburărilor de gândire revin la niveluri normale la 6 luni după evaluare, ceea ce sugerează că tulburările de gândire în această afecțiune, deși la fel de severe ca în schizofrenie, tind să fie recuperabile. Cu toate acestea, la persoanele cu schizofrenie, tulburările negative ale gândirii rămân după șase luni și uneori se agravează. Tulburările de gândire pozitive se îmbunătățesc oarecum. De asemenea, tulburarea de gândire negativă este un bun predictor al unor rezultate, de exemplu, pacienții cu tulburări de gândire negative proeminente se descurcă mai rău în funcționarea socială șase luni mai târziu. Deci, în general, având simptome negative mai proeminente sugerează un rezultat mai rău. Cu toate acestea, unii oameni se pot descurca bine, pot răspunde la medicamente și au funcții cerebrale normale. Simptomele pozitive sunt similare invers. La debutul bolii, tulburarea de gândire proeminentă prezice, de asemenea, prognostic mai rău, inclusiv:
- boala începe mai devreme
- risc crescut de spitalizare
- scăderea rezultatelor funcționale
- rate crescute de invaliditate
- comportamente sociale inadecvate crescute

Tulburarea gândirii care nu răspunde la tratament prezice, de asemenea, o evoluție mai gravă a bolii. În schizofrenie, severitatea tulburărilor de gândire tinde să fie mai stabilă decât halucinațiile și iluziile. Este mai puțin probabil ca tulburările de gândire proeminente să se diminueze la vârsta mijlocie în comparație cu simptomele pozitive. În timpul perioadelor prodromale și reziduale de schizofrenie pot apărea tulburări de gândire mai puțin severe.
DSM-5 include iluzii, halucinații, proces de gândire dezorganizat (tulburare de gândire formală) și comportament motor dezorganizat sau anormal (inclusiv catatonie) ca simptome cheie în „psihoză”. Deși nu sunt specifice diferitelor diagnostice, unele aspecte ale psihozei sunt caracteristice unor diagnostice. Tulburările din spectrul schizofreniei (de exemplu, tulburarea schizoafectivă, tulburarea schizofreniformă) constau în mod obișnuit în halucinații proeminente și/sau iluzii, precum și tulburări de gândire formale - afișate ca anomalii comportamentale severe, inclusiv comportament dezorganizat, bizar și catatonic.
Tulburările psihotice datorate afecțiunilor medicale generale și tulburărilor psihotice induse de substanțe constau de obicei în amăgiri și/sau halucinații. Tulburarea delirantă și tulburarea psihotică comună, care sunt mai rare, constau de obicei în iluzii persistente. Cercetările au constatat că majoritatea tulburărilor formale ale gândirii se întâlnesc în mod obișnuit în schizofrenie și tulburări de dispoziție, dar conținutul de sărăcie în vorbire este mai frecvent în schizofrenie..
Clinicienii cu experiență pot distinge adevărate psihoze, cum ar fi în schizofrenie și manie bipolară, de prefăcătorie (malingering), atunci când o boală este doar pretinsă, din motiv de alte câștiguri, prin false simptome clinice. De exemplu, falsificatorii simulează conținut de gândire fără nereguli în formă, cum ar fi deraierea sau slăbirea asocierilor. Este posibil ca simptomele negative, inclusiv alogia, să nu fie prezente. În plus, tulburarea cronică a gândirii este de obicei severă.
De obicei, tulburările din spectrul autist (TSA), al căror diagnostic necesită apariția simptomelor înainte de vârsta de 3 ani, se pot distinge de schizofrenia cu debut precoce prin apariția bolii (manifestarea schizofreniei sub 10 ani este extrem de rară) și faptul că pacienții cu TSA nu afișează tulburări formale de gândire. Cu toate acestea, s-a sugerat că indivizii cu tulburări ale spectrului autist (TEA) prezintă tulburări de limbaj precum cele găsite în schizofrenie; un studiu din 2008 a constatat că copiii și adolescenții cu TSA au arătat semnificativ mai multă gândire ilogică și asocieri libere decât subiecții de control. Gândirea ilogică a fost legată de funcționarea cognitivă și controlul executiv; asocierile libere au fost legate de simptomele comunicării și de raportarea din partea părinților de stres și anxietate.

## Critici
Conceptul de tulburare de gândire a fost criticat ca fiind bazat pe definiții circulare sau incoerente. De exemplu, simptomele tulburării gândirii sunt deduse din vorbirea dezordonată, pe baza presupunerii că vorbirea dezordonată apare din cauza gândirii dezordonate. Incoerența sau salata de cuvinte se referă la vorbirea care este semantic deconectată și nu transmite ascultătorului niciun sens.
Mai mult, deși tulburarea gândirii este de obicei asociată cu psihoză, fenomene similare pot apărea în tulburări diferite, care pot duce la diagnosticarea greșită - de exemplu, în cazul proceselor de gândire incomplete, dar potențial fructuoase. O altă critică legată de separarea simptomelor schizofreniei în simptome negative/pozitive, inclusiv tulburarea gândirii, este că simplifică excesiv complexitatea tulburării gândirii și relația acesteia cu alte simptome pozitive. Studii ulterioare de analiză a factorilor au constatat că simptomele negative tind să se coreleze între ele, în timp ce simptomele pozitive tind să se separe în două grupuri. Cele trei clustere au devenit aproximativ cunoscute ca simptome negative, simptome psihotice și simptome de dezorganizare. Alogia, o tulburare de gândire clasificată în mod tradițional ca simptom negativ, poate fi separată în două grupuri separate: sărăcia conținutului vorbirii ca simptom de dezorganizare și sărăcia vorbirii, latența răspunsului și blocarea gândirii ca simptome negative. Cu toate acestea, eforturile care au condus la parametrii pozitivi/negativi ai simptomelor pot permite caracterizarea mai exactă a schizofreniei în lucrările ulterioare.